# Front okrążenia
Front okrążenia – front, jaki strona nacierająca tworzy wokół odciętych wojsk nieprzyjaciela dla ich odizolowania i ostatecznego zniszczenia. Rozróżnia się wewnętrzny front okrążenia, tworzony przez wojska bezpośrednio zaangażowane w walce z okrążonym zgrupowaniem nieprzyjaciela, oraz zewnętrzny front okrążenia formowanyw pewnej odległości od wewnętrznego w celu niedopuszczenia świeżych sił przeciwnika do okrążonego zgrupowania.